# Уређај за смањено удисање кисеоника
Уређај за смањено удисање кисеоника, (енгл. Oxygen Breathing Device (ROBD)) је специјално дизајниран и софтверским програмом подржан ваздухопловно медицински уређај који се примењује у физиолошкој тренажи авијатичара. Уређај је намењен за програмирано, удисање смањењене количина кисеоника, у лабораторијским условима, чиме се вештачки изазива хипоксија у људском организму без опасности од екстремног излагања променама атмосферског притиска. 
Уређај омогућава да се у условима симулираног летење на тренажеру, помоћу програма рачунара вештачки изазву симптома хипоксије — хипоксични тест. Зато се уређај користи у ваздухопловне медицине као један од програма физиолошке тренаже током обуке авијатичара за летење на великим висинама у условима хипоксије или снижене концентрације кисеоника у атмосфери. 
Уређај је настао као резултат вишегодишњег медицинског истраживања у Ваздухопловно медицинској истраживачкој лабораторији Ратне морнарице САД (енгл. Naval Aerospace Medical Research Laboratory), с циљем да смањи ризик од нежељених последица по здравље и организам авијатичара у току извођења хипоксичног теста који је значајно већи у хипобаричној комори у условима сниженог атмосферског притиска средине и смањене концентрације кисеоника.

## Смањено удисање кисеоника (хипоксични тест)
Хипоксија утиче на сваку особу али најчешће на различите начине и са различитим последицама, што може бити од пресудног значаја у појединим професијама у којима њена појава може угрозити радни процес и живот, као што је то случај са пилотском професиојом. Већи део својих професионалних активности ваздухопловци и космонаути обављају на висини у условима снижене концентрације кисеоника у удахнутом ваздуху. Само у току две, произвољно узете узастопне године, поморска авијација Сједињених Америчких Држава доживела је више од десетак инцидената са смртним исходом пилота и губитком ваздухоплова, изазваних хипоксијом током лета.
Свака особа треба адекватне (индивидуалне) количине кисеоника. Неки ваздухопловци могу да толеришу неколико хиљада фита надморске висине више од неких других, али нико није заиста врло далеко од просека. 
| „ | Запамтите ово: Озбиљна невоља чека ваздухопловца који покушава да са хипоксичним тестом докаже колико више може да лети, или колико дуго он може функционисати без додатног кисеоника. Авијатичари који су старији, дебљи, нарушеног психо-физичког здравља, или пушачи у великој мери треба да се у тесту ограниче на „плафон“ од 8.000 до 10.000 фита, ако им кисеоник није на располагању. | ” |

"Већина хипоксијом изазваних инцидената током летења је резултата кварова кисеоничких система, губитка кабинског притиска или других отказа опреме, али и недовољне обучености пилота да правовремено препознају симптоме хипоксије."
Да би се утврдило како ће појединац реаговати у условим хипоксије и обучио да спречи њене последице, он у ваздухопловству мора да доживи хипоксију. То искуство пилоти магу стећи у току физиолошке тренаже на земљи на један од следећих начина:
- У хипобаричним коморама
- Помоћ уређаја за смањено удисања кисеоника
- Комбинованом применом обе методе

### Хипоксија у разређеном ваздуху барокомора
До почетка 20. века, скоро педесет година, хипоксију су авијатичари доживљавали углавном у хипобаричним коморама. У овим коморама симулира се хипоксија, (која влада на висини од 25.000 фита) разређењем ваздуха у њеној унутрашњости уз помоћ вакуум-пумпи. У разређеном ваздуху коморе снижен је и парцијални притисак кисеоника који у удахнутом ваздуху не задовољава физиолошке потребе, што за последицу има појаву хипоксије у организму [[авијатичар]а, око 4 минута, након скидања пилотске маске и престанка удисања кисеоника из ње. Непромишљеност визуелни поремећаји, трзаји мишића, ментална конфузија и цијаноза (плаветнило коже, које преовлађују око носа, уста и прстију), све до изненадног губитка свести неки су од симптома који се могу јавити у току теста. 
"Хипоксични тест на висини у хипобаричној комори има своје мане. Наиме, тест у овом окружењу је помало нереалан и повезан са бројни медицински ризицима, укључујући декомпресиону болест, и баротрауму (оштећење ушију и синуса услед промена притиска)"

### Хипоксија уређајем за смањено удисање кисеоника
Током 2004. године, истраживачи из поморске Ваздухопловно медицинска истраживачке лабораторија (НАМРЛ) успешно су завршена тестирања и почели примену уређаја за смањено удисање кисеоника (РОБД). Уређеј (РОБД) изазива доживљај хипоксије у организму пилота у нормалним собним условима коришћењем стандардних пилотских кисеоничких маски и рачунарског програма (софтвера) који у удахнути ваздух додаје азот и на тај начин смањује концентрацију кисеоника. Уређај меша ваздух и медицински азот да би у телу пилота изазва хипоксију (односно пад испод 87% засићености крви кисеоником, а у одређеним условима и испод 60%). 
Како би авијатичару приказали његове индивидуалне симптоме у току хипоксије, тест се изводи тако што он седи испред симулатора летења авионом и у задатој процедури мора да лети и одржава задату маршруту лета. У току симулације авијатичар мора да препозна индивидуалне симптоме хипоксије, и обави све процедуре за хитне случајеве. Тако он мора да повуче зелени прстен и активира испоруку кисеоника у кисеоничку маску у хитним случајевима. 
Коришћење уређаја за смањено удисање кисеоника може бити ефикаснији и безбеднији тренинг за авијатичара од теста у барокомори. Предности су бројне, јер уређај изазива хипоксију без ризика од декомпресионе болести, баротрауме и омогућава рад на скоро сваком тренажеру, укључујући и симулатор летења...лекари се надају да ће обезбедити бољу, објективнију, тренажу комбинованом применом надморске висине у барокомори и уређаја за смањено удисање кисеоника. Они тиме намеравају да искористе све предности које су доказане применом барокоморе као тренажног уређаја и допуне их применом флексибилног лако преносивог тренажетра за смањено удисање кисеоника, како би још више побољшали обуку авијатичара у овом веку.